# Mycomya flabellata
Mycomya flabellata är en tvåvingeart som först beskrevs av Paul Lackschewitz 1937.  Mycomya flabellata ingår i släktet Mycomya och familjen svampmyggor. Inga underarter finns listade i Catalogue of Life.